# Ростовский колледж культуры
Ростовский колледж культуры — учебное заведение в области культуры в городе Ростове-на-Дону.

## История
В 1948 году в Ростове-на-Дону открылась культурно-просветительная школа. Это было учебное заведение, которое специализировалось на выпуске клубных работников. Культурно-просветительская школа была создана на базе библиотеки им. А. С. Пушкина. В 1961 году учебное заведение объединили с библиотечным техникумом, и переименовали в культурно-просветительское училище. Здесь, одновременно с подготовкой библиотечных специалистов, стали готовить работников хорового, оркестрового, хореографического и режиссёрского направлений.
В 1987 году (по другим данным в 1989 году) учебное заведение переименовали в Ростовское училище культуры.
За годы работы у училища появилось около 28 тысяч выпускников, среди которых есть имена народных и заслуженных артистов.
В 2006 году учебное заведение получило статус колледжа, а в 2008 году отметило юбилей со дня работы. За это время было подготовлено не меньше 30 тысяч выпускников, которые заняты в культурной отрасли.
Полное название — государственное бюджетное образовательное учреждение среднего профессионального образования Ростовской области «Ростовский колледж культуры».
С тех пор здесь готовят библиотекарей и клубных работников хореографической, хоровой, оркестровой и режиссёрской специализаций, а также звукооператоров, фотографов и актеров разной направленности.
С 2023 года проводится конкурс инициатив в социально-культурной сфере «Культура – это мы!» для школьников 8-11 классов.

## Известные выпускники
- Алексей Котляров — солист Государственного концертного оркестра духовых инструментов им. Еджика. Солист джазового оркестра имени Кима Назаретова. Преподаватель Ростовской консерватории им. С. В. Рахманинова.
- Галина Соловьева (Мисла) — выпускница 2001 года, занимает должность председателя Областного совета Ростовской региональной детско-юношеской общественной организации «Содружество детей и молодёжи Дона».
- Михаил Александрович Баланов — выпускник 1980 года, директор продюсерского центра «Дон». Автор и ведущий телевизионной программы «Ростов на лазерном диске».
- Елизавета Мислер — заслуженная артистка Российской Федерации. Выпускница 1996 года по специальности «Артист балета». Прима-балерина Ростовского Государственного музыкального театра[2].

## Руководители
Ростовская областная культурно-просветительная школа:
- С 1 ноября 1948 года по 25 января 1949 года и.о. директора – Харченко Анна Семеновна
- С 25 января 1949 года директор КПШ – Моисей Абрамович Штейн
- С 1 июля 1950 года – Клюкович Владислав Антонович

Ростовское областное культурно-просветительное училище:
- С 7 июля 1960 года – Алексей Григорьевич Коломыцев
- С 18 апреля 1962 года – и.о. директора КПУ Дробыш В.Я.
- С 21 мая 1962 года – Лацыгина Лилия Федоровна, была директором более 40 лет (до 2004 года).

ГООУ СПО «Ростовское училище культуры» / ГОУ СПО РО «Ростовский колледж культуры»:
- С июня 2004 года –  Александр Владимирович Третьяков

ГОУ СПО РО «Ростовский колледж культуры» / ГБОУ СПО РО «Ростовский колледж культуры» / ГБПОУ РО «Ростовский колледж культуры»:
- С июня 2007 года – Почетный работник среднего профессионального образования Российской Федерации Гуськова Елена Васильевна
- С ноября 2023 года – Рудакова Алла Николаевна